# تریستان پانگارو
تریستان پانگارو (انگلیسی: Tristano Pangaro; ۲۷ ژوئن ۱۹۲۲ – ۱ ژانویهٔ ۲۰۰۴) بازیکن فوتبال اهل ایتالیا بود.
از باشگاه‌هایی که در آن بازی کرده‌است می‌توان به باشگاه فوتبال اینتر میلان، باشگاه فوتبال پرو گوریتسیا، باشگاه فوتبال سالرنیتانا، و باشگاه فوتبال امپولی اشاره کرد.